# Андерсон Купер
Андерсон Хейс Купер (англ. Anderson Hays Cooper; нар. 3 червня 1967) — американський телевізійний журналіст. 

## Життєпис
Ранні роки та освіта
Купер народився на Мангеттені, штат Нью-Йорк, молодший син письменника Уайатта Еморі Купера та художниці, модельєра, письменниці та спадкоємиці Глорії Вандербільт.
Медіа-досвід Купера почався рано. У дитинстві його сфотографувала Діана Арбус для Harper's Bazaar. У віці трьох років Купер був гостем The Tonight Show 17 вересня 1970 року, з'явившись разом зі своєю матір'ю. У віці дев'яти років він з'явився на To Tell the Truth. З 10 до 13 років Купер був моделлю агентства Ford models і працюв з Ральфом Лореном, Келвіном Кляйном та Macy's.
Купер відвідував Школу Дальтон, приватну підготовчу денну школу при університеті з спільним навчанням в районі Верхній Іст-Сайд на Мангеттені. У 17 років, закінчивши Дальтон на семестр раніше, Купер кілька місяців подорожував по Африці в «турі на виживання». Під час поїздки він заразився малярією і був госпіталізований у Кенії. Купер навчався в Єльському університеті, де він проживав у коледжі Трамбулл. Отримав фах політолога; закінчив навчання у 1989 році як бакалавр мистецтв.
Кар'єра
Під час навчання Купер провів два літа в якості стажера в Центральному розвідувальному управлінні. Він займався журналістикою, не маючи офіційної журналістської освіти. Після своєї першої кореспондентської роботи на початку 90-х, взяв перерву у репортажах і рік прожив у В’єтнамі. В цей час вивчав в’єтнамську мову у В’єтнамському національному університеті, Ханой.
Після того, як Купер закінчив Єльський університет, він намагався влаштуватися на початкову роботу, але не мав успіху. Купер вирішив заручитися допомогою друга, щоб зробити фальшивий прес-пропуск. У той час Купер працював спеціалістом з перевірки фактів в невеликому інформаційному агентстві Channel One, яке випускало орієнтовану на молодь новинну програму, яка транслювалася в багатьох молодших і середніх школах в США. Потім Купер самостійно прибув до М'янми зі своїм підробленим пропуском для преси і зустрівся зі студентами, які боролися проти бірманського уряду. В кінцевому підсумку він зміг продати свої домашні новинні сегменти Channel One.
Під час навчання у В'єтнамі, Купер почав знімати та збирати репортажі про життя та культуру країни, які транслювалися на Channel One. У 1992 році він повернувся до зйомок сюжетів з уражених війною регіонів по всьому світу, включаючи Сомалі, Боснію та Руанду.
У 1995 році Купер став кореспондентом ABC News, врешті-решт піднявшись до позиції співведучого в нічній програмі World News Now 21 вересня 1999 року.
У 2000 році він змінив профіль, влаштувавшись ведучим реаліті-шоу ABC The Mole. Купер також був співведучим Реджіс Філбіна в телешоу «Live with Kelly and Ryan» в 2007 році, коли Філбін переніс операцію на серці.
У 2002 році він став ведучим телеканалу CNN в прайм-тайм на вихідних.
8 вересня 2003 року Купер став ведучим Anderson Cooper 360° на CNN. У 2005 році Купер висвітлив ряд важливих подій, включаючи збиток від цунамі в Шрі-Ланці; Кедрову революцію в Бейруті, Ліван; смерть Папи Івана Павла II; і королівське весілля принца Чарльза і Камілли Паркер Боулз.
У 2007 році він почав вести шоу CNN Heroes: An All-Star Tribute, в якому відзначають видатні діяння простих людей. У жовтні 2007 року Купер почав вести документальний фільм «Планета в небезпеці» з Санджаєм Гуптою і Джеффом Корвіном на CNN. Купер був кореспондентом програми "60 хвилин" CBS News з 2007 року, одночасно працюючи ведучим і кореспондентом CNN.
Разом з Мартою Раддатц Купер модерував другу дискусію на президентських виборах між Гілларі Клінтон і Дональдом Трампом.
Купер є письменником-фрілансером. Він автор безлічі статей, які були опубліковані в багатьох виданнях, в тому числі в журналі Details.
У 2017 році Купер і його мати Глорія Вандербільт написали у співавторстві книгу «Веселка приходить і йде: мати і син про життя, кохання і втрати».

### Писання
Незалежний письменник, Купер є автором низки статей, які з'являлися в багатьох інших видах, включаючи журнал Details.
У травні 2006 року Купер опублікував мемуари для HarperCollins, Dispatches from the Edge, де детально описав своє життя та роботу в Шрі-Ланці, Африці, Іраку та Луїзіані за попередній рік. Частина доходів від книги передається на благодійність. 18 червня 2006 року книга очолив список бестселерів The New York Times.
У 2017 році Купер і його мати Глорія Вандербільт написали у співавторстві «Веселка приходить і йде: мати і син про життя, любов і втрату». Мемуари, складені з серії електронних листів, розповідають про їхнє спільне минуле та бурхливе дитинство Вандербільта. Купер сказав, що його метою при написанні книги та листування було не залишити «нічого несказаного» між парою. Він потрапив до кількох списків бестселерів за рік його публікації.

## Особисте життя
Купер відкритий гей; згідно «The New York Times», він «найвідоміший відкритий гей-журналіст на американському телебаченні».
Він публічно повідомив про свою орієнтацію у 2012 році.

## Нагороди
Андерсон Купер допоміг CNN вести відзначений премією Пібоді репортаж про ураган Катріна, а також висвітлення цунамі 2004 року Альфреда І. Дюпонта – Колумбійського університету. Купер отримав 18 премій «Еммі», в тому числі дві за висвітлення землетрусу на Гаїті і премію Едварда Р. Мерроу.